# Rhaphidophora pertusa
Rhaphidophora pertusa (Roxb.) Schott  – gatunek wieloletnich, wiecznie zielonych pnączy z rodziny obrazkowatych, pochodzących z południowych Indii, Bangladeszu i Sri Lanki, zasiedlających lasy deszczowe. Komórki tych roślin posiadają 60 chromosomów tworzących 30 par homologicznych.